# علياء ياسين الكاتب
علياء ياسين الكاتب (17 أغسطس 1995 - ) لاعبة جمباز إيقاعي من مصر.